# Redjit
Redjit is een hoge ambtenaar en priester uit het oude Egypte. 

## Over Redjit
Priester Redjit leefde zo rond de 2e dynastie van Egypte, maar het is niet bekend onder welke farao de priester heeft gediend. Vroeger werd de naam van Redjit gelezen als Hotepdiëf of hotep-di-ef. Redjit verzorgde de dodendienst van de drie koningen: Hotepsechemoei, Nebra en Ninetjer in de koninklijke necropolis van Memphis. In Mit Rahina werd een kostbaar artefact gevonden.

## Beeld
Redjit is bekend van zijn beeld als priester in aanbidding, hij zit geknield. Het beeld is gemaakt van graniet en staat in het museum in Caïro. 
Wat er zo speciaal is aan dit beeld is dat er op de rechterschouder inscripties staan gegraveerd. Van rechts naar links is te lezen: 
- De voorstelling van de god Netjer-Achty. Volgens Dietrich Wildung wordt niet Netjer-Achty hiermee bedoeld maar de godheid Djebauti.
- de Horusnaam van koning Hotepsechemoei
- de horusnaam van koning Nebra of Raneb.
- de horusnaam van Ninetjer

Bij de sokkel van het beeld staat een inscriptie: "Opperste graveur" en "Geliefde van Netjer-Achty". 

## Externe bronnen
- xoomer.alice.it - artikel over Hotepsechemoey en Hotepdief/Redjit (EN)[dode link]
- xoomer.alice.it - afbeelding van de inscripties